# Revy Rosalia
Revy Rosalia (Rotterdam, 8 december 1982) is een Nederlands-Curaçaos voormalig voetballer. Hij speelde in het profvoetbal voor ADO Den Haag, HFC Haarlem en TOP Oss.

## Carrière
Rosalia debuteerde in het profvoetbal voor ADO Den Haag in het seizoen 2000/01. Hij bleef drie seizoenen bij ADO, waarin hij 21 keer uitkwam. Medio 2003 ging hij naar HFC Haarlem, waar hij twee seizoenen bleef. Hij sloot zijn profcarrière af bij TOP Oss, waar hij tussen 2005 en 2008 bijna alle wedstrijden speelde. Hij speelde daar 94 wedstrijden, waarin hij 15 keer scoorde. Naderhand speelde hij nog bij de amateurs van VV Baronie, FC Lienden en VV Dongen.
Rosalia speelde in 2008 vier wedstrijden voor de Nederlands-Antilliaans voetbalelftal.
In 2017 begon Rosalia zijn trainerscarrière, als jeugdtrainer bij DHC Delft. Tussen 2020 en 2023 was hij trainer in de jeugdopleiding van zijn oude club ADO Den Haag, waarna hij in 2023 zijn eerste positie als hoofdtrainer kreeg bij derdeklasser SV DWO. In maart 2024 werd zijn contract beëindigd, waarna hij in 2025 assistent-trainer werd bij VV Schipluiden.

## Statistieken
| Seizoen | Club         | Competitie     | Competitie | Competitie | Beker | Beker | Overig | Overig | Totaal | Totaal |
| Seizoen | Club         | Competitie     | Wed.       | Dlp.       | Wed.  | Dlp.  | Wed.   | Dlp.   | Wed.   | Dlp.   |
| ------- | ------------ | -------------- | ---------- | ---------- | ----- | ----- | ------ | ------ | ------ | ------ |
| 2000/01 | ADO Den Haag | Eerste divisie | 1          | 0          | 0     | 0     | 0      | 0      | 1      | 0      |
| 2001/02 | ADO Den Haag | Eerste divisie | 9          | 0          | 1     | 0     | 6      | 0      | 16     | 0      |
| 2002/03 | ADO Den Haag | Eerste divisie | 3          | 0          | 1     | 0     | 0      | 0      | 4      | 0      |
| 2003/04 | HFC Haarlem  | Eerste divisie | 15         | 1          | 0     | 0     | 0      | 0      | 15     | 1      |
| 2004/05 | HFC Haarlem  | Eerste divisie | 29         | 5          | 1     | 1     | 0      | 0      | 30     | 6      |
| 2005/06 | TOP Oss      | Eerste divisie | 24         | 3          | 0     | 0     | 5      | 0      | 29     | 3      |
| 2006/07 | TOP Oss      | Eerste divisie | 30         | 6          | 1     | 0     | 0      | 0      | 31     | 6      |
| 2007/08 | TOP Oss      | Eerste divisie | 31         | 6          | 1     | 1     | 2      | 0      | 34     | 6      |
| Totaal  | Totaal       | Totaal         | 142        | 20         | 5     | 2     | 13     | 0      | 160    | 22     |